# Vladímir Vavílov
Vladímir Fyodorovich Vavílov (en ruso: Влади́мир Фёдорович Вави́лов; San Petersburgo, 5 de mayo de 1925–Ib.,11 de marzo de 1973), conocido como Vladimir Vavilov, fue un guitarrista, laudista y compositor soviético. Estudió guitarra con P. Isakov y composición con Johánn Admoni en la Universidad de Música Rimsky-Kórsakov de Leningrado. Tuvo un papel importante en el resurgimiento de la música antigua en la Unión Soviética.
Vavílov fue intérprete tanto de laúd como de guitarra, ocupó el cargo de editor en una editora estatal de música y, sobre todo, fue compositor. Atribuía habitualmente sus propias obras a otros compositores, normalmente del Renacimiento y del Barroco pero también de épocas más tardías, por lo general sin respetar el estilo de la época correspondiente. Sus obras alcanzaron una gran circulación y algunas de ellas llegaron a convertirse en auténticas piezas de música folk empleadas para poner música a distintos poemas.
A pesar de ser un gran compositor, Vavílov murió de cáncer de páncreas en condiciones de gran pobreza. Unos meses después se publicó «La Ciudad de Oro», que llegó a ser un éxito de inmediato.

## Obras
Las más famosas de sus anónimas o falsamente atribuidas composiciones son: 
- «Сanzona de Francesco da Milano». Los letristas Anri Volkonski y Alekséi Jvostenko posteriormente pondrían letra con esta música a la canción llamada «La Ciudad de Oro» (en ruso «Город Золотой»). La canción llegó a ser un éxito en la década de los ochenta, cuando fue interpretada por Aquarium para la banda sonora de la película Assa.[1]
- «Mazurka de Andréi Sychra»
- «Elegía de Mijaíl Vyssotsky»
- «Melodía rusa (estudio de trémolo) de Mijaíl Vyssotsky»
- «Ricercar de Niccolo Nigrino»
- «Impromptu de Mili Balákirev»
- «Ave María» (el propio Vavílov escribió debajo «Anónimo»). La interpretan a menudo en la actualidad Inessa Galante, Andrea Bocelli, Sumi Jo y Charlotte Church, entre otros..[1][2][3]